# اویگن براخت
اویگن براخت (آلمانی: Eugen Bracht; ۳ ژوئن ۱۸۴۲ – ۵ نوامبر ۱۹۲۱) نقاش منظره اهل آلمان بود. از آثارش ساحل فراموشی را می‌توان نام برد.

## نگارخانه

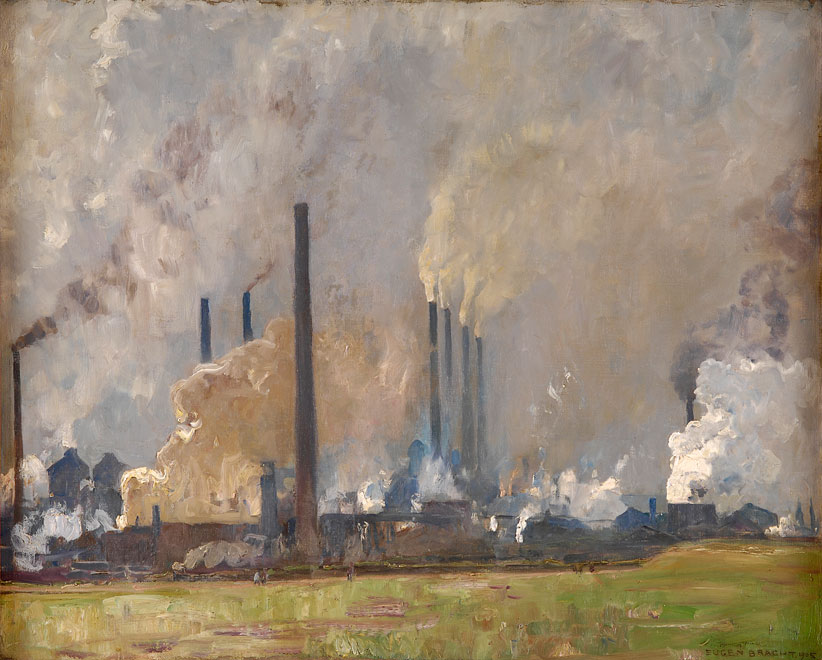
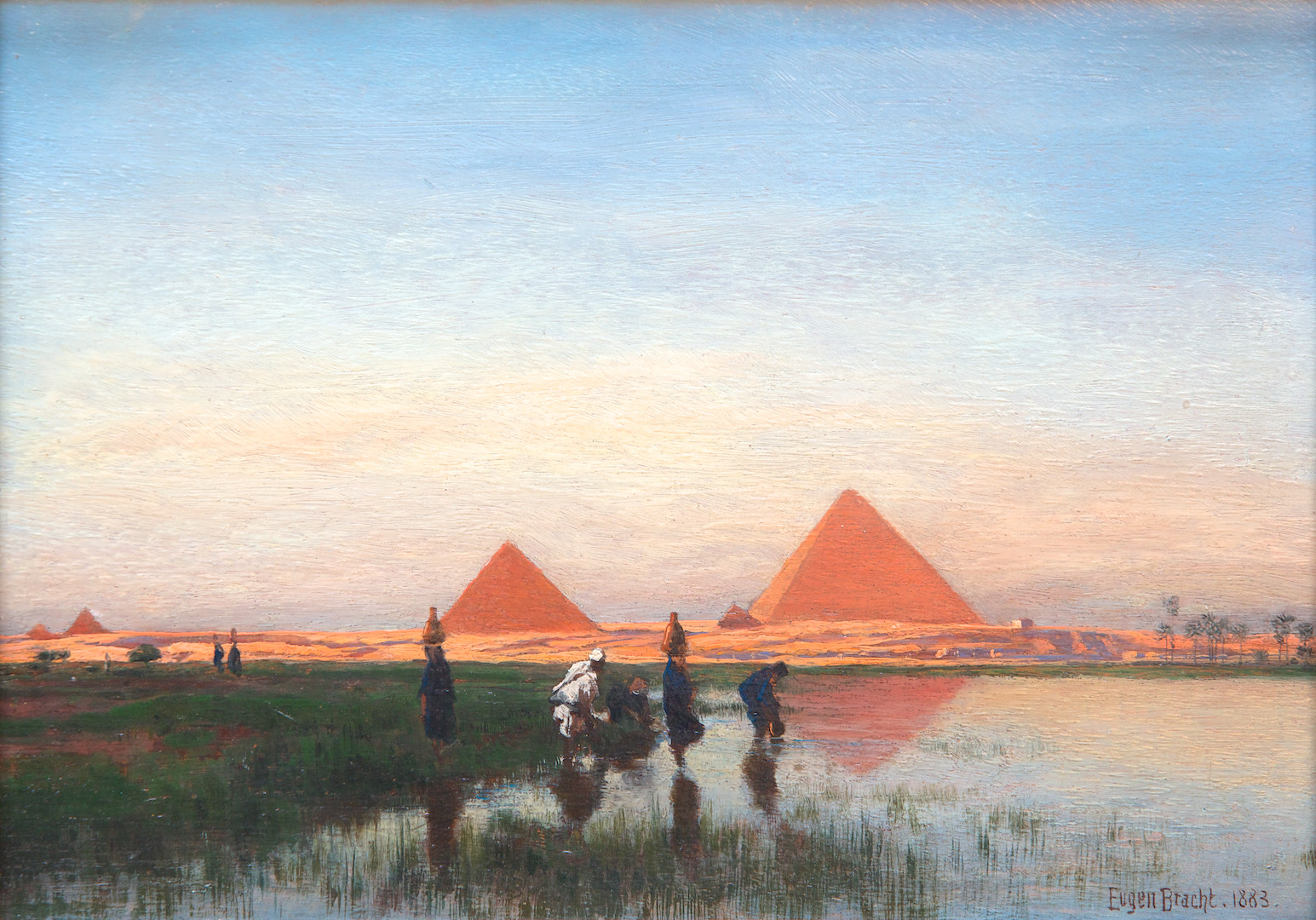
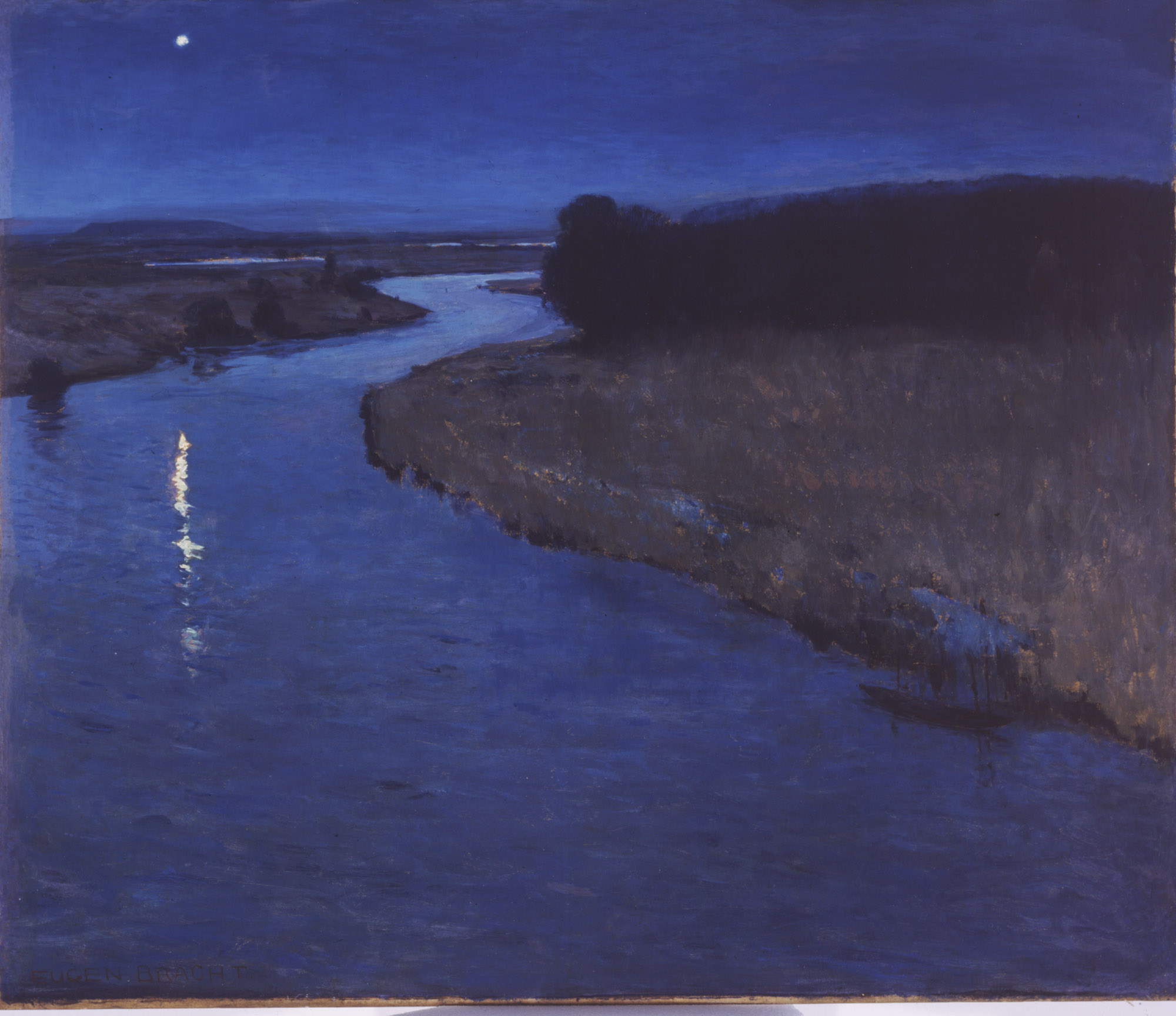
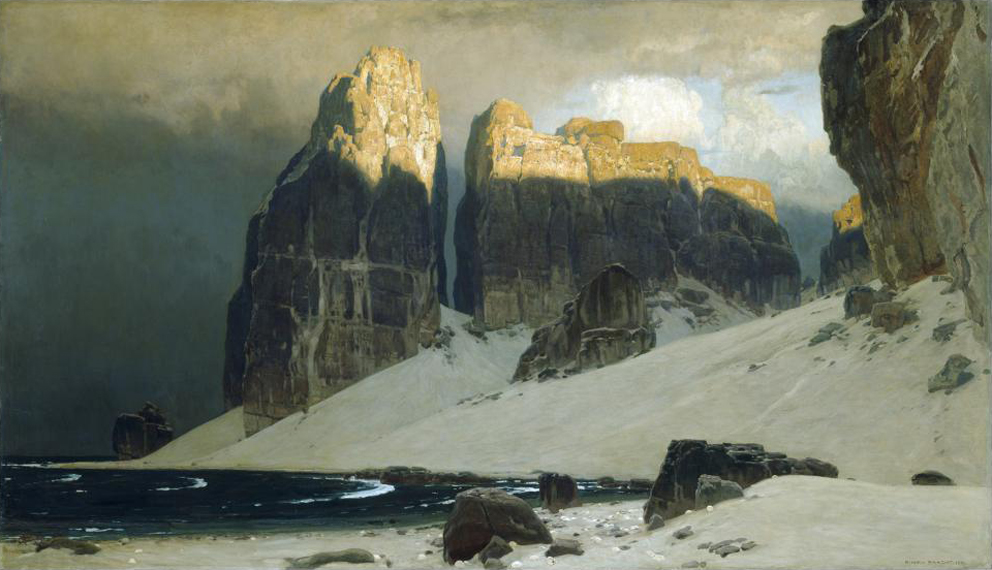